# If I’m Honest
If I’m Honest — десятый студийный альбом американского кантри-певца Блейка Шелтона, изданный 20 мая 2016 года звукозаписывающим лейблом Warner Bros. Nashville. Продюсером альбома стал Скотт Хендрикс, работающий с Блейком Шелтоном в течение длительного времени, в релиз вошли дуэты с Гвен Стефани и группой The Oak Ridge Boys.

## Информация об альбоме
По словам Блейка Шелтона, альбом стал очень личным и основан на пережитых им событиях в 2015 году, в частности разводе с певицей Мирандой Ламберт и новых отношениях с Гвен Стефани. Песня «Green» ранее уже издавалась на пятом диске Шелтона Startin’ Fires в 2008 году.
Первым синглом с альбома стала песня «Came Here to Forget»; сингл был издан 8 марта 2016 года. Он дебютировал на первой строке хит-парада Country Digital Chart. Вторым синглом стала песня на христианскую тематику «Savior’s Shadow». В качестве промосингла был издан дуэт с Гвен Стефани «Go Ahead and Break My Heart». Песня «Friends» вошла в саундтрек к мультфильму «Angry Birds в кино».
Альбом дебютировал на третьем месте американского хит-парад Billboard 200, с тиражом 153,000 копий (170,000 альбомных эквивалентных единиц, с учётом треков) в первую неделю релиза. Он также дебютировал на позиции № 1 в кантри чарте Top Country Albums chart. К августу 2016 года тираж достиг 357,000 копий в США.

## Критика
| Совокупная оценка    | Совокупная оценка |
| Источник             | Оценка            |
| -------------------- | ----------------- |
| Metacritic           | 58/100            |
| Оценки критиков      |                   |
| Источник             | Оценка            |
| AllMusic             | [ 13 ]            |
| Consequence of Sound | C                 |
| Entertainment Weekly | C                 |
| Newsday              | B+                |
| Rolling Stone        | [ 17 ]            |

Отзывы музыкальных критиков по поводу альбома были как положительными, так и негативными. В рецензии от AllMusic отмечено, что If I’m Honest сочетает в себе любовные баллады и современные музыкальные тенденции. Критик от издания Entertainment Weekly посчитал альбом поверхностным. В отзыве от журнала Rolling Stone говорится, что любовные переживания, затронутые в песнях, кажутся очень личными и пережитыми, но при этом универсальными. Los Angeles Times пишет, что песни представляют собой «отполированный профессионализм», и Шелтону редко удаётся из-за этого показать что-то «менее приглаженное». В отзыве издания Milwaukee Journal Sentinel говорится, что «этот диск балансирует между современными веяниями, эмоциональным самоанализом и кантри-ритмами». Издание Consequence of Sound ставит в упрёк Шелтону, что тот после развода слишком увлёкся кричащими модными поп-мотивами.

## Список композиций
| №                   | Название                                                      | Автор(ы)                                          | Длительность |
| ------------------- | ------------------------------------------------------------- | ------------------------------------------------- | ------------ |
| 1.                  | «Straight Outta Cold Beer»                                    | Marv Green Ben Hayslip Justin Wilson              | 2:45         |
| 2.                  | «She’s Got a Way with Words»                                  | Wyatt Earp Andy Albert Marc Beeson                | 3:11         |
| 3.                  | «Bet You Still Think About Me»                                | Park Chisolm Mark Irwin                           | 3:55         |
| 4.                  | «Every Time I Hear That Song»                                 | Aimee Mayo Chris Lindsey Brad Warren Brett Warren | 3:35         |
| 5.                  | «Came Here to Forget»                                         | Deric Ruttan Craig Wiseman                        | 3:40         |
| 6.                  | «Every Goodbye»                                               | Ryan Hurd busbee Liz Rose                         | 3:10         |
| 7.                  | «It Ain’t Easy»                                               | Matt Dragstrem Hayslip Rhett Akins                | 3:31         |
| 8.                  | «A Guy with a Girl»                                           | Ashley Gorley Bryan Simpson                       | 3:10         |
| 9.                  | «Go Ahead and Break My Heart» (при участии Gwen Stefani)      | Blake Shelton Gwen Stefani                        | 4:25         |
| 10.                 | «Friends» (из саундтрека к мультфильму The Angry Birds Movie) | Shelton Jessi Alexander                           | 3:03         |
| 11.                 | «One Night Girl»                                              | Gorley Dallas Davidson                            | 3:41         |
| 12.                 | «Doing It to Country Songs» (при участии The Oak Ridge Boys)  | Jacob Lyda Paul Overstreet Marty Dodson           | 3:02         |
| 13.                 | «Green»                                                       | George Teren Wiseman                              | 3:11         |
| 14.                 | «You Can’t Make This Up»                                      | Gorley Zach Crowell Rodney Clawson                | 3:30         |
| 15.                 | «Savior’s Shadow»                                             | Shelton Alexander Jon Randall                     | 2:42         |
| Общая длительность: | Общая длительность:                                           | Общая длительность:                               | 50:31        |

## Позиции в чартах
| Чарт (2016)                        | Наивысшая позиция |
| ---------------------------------- | ----------------- |
| Австралия (ARIA)                   | 13                |
| Australian Country Albums (ARIA)   | 2                 |
| Канада (Canadian Albums Chart)     | 3                 |
| Новая Зеландия (RMNZ)              | 21                |
| США (Billboard 200)                | 3                 |
| США (Billboard Top Country Albums) | 1                 |

### Итоговый годовой чарт
| Чарт (2016)       | Позиция |
| ----------------- | ------- |
| США Billboard 200 | 41      |

## Сертификации
| Регион | Сертификация | Продажи |
| --- | ------------ | ------- |
| США (RIAA) | Золотой      | 626,300 |
| * Данные о продажах приведены только на основе сертификации. ^ Данные о тиражах приведены только на основе сертификации. |              |         |

## Хронология издания
| Страна | Дата        | Формат                  | Лейбл                  | Издание  | № в каталоге | Источник |
| ------ | ----------- | ----------------------- | ---------------------- | -------- | ------------ | -------- |
| США    | 20 мая 2016 | CD цифровая дистрибуция | Warner Bros. Nashville | Standard |              | [ 1 ]    |